# Trelawny
Trelawny is een parish van Jamaica. De hoofdstad van de parish is Falmouth.

## Geboren
- Marvin Anderson (1982), atleet, sprinter
- Luther Blissett (Falmouth, 1958), Engels voetballer
- Usain Bolt (Sherwood Content, 1986), atleet, sprinter
- Violet Brown (1900 - 2017), supereeuweling, in 2017 oudste levende persoon ter wereld
- Veronica Campbell-Brown (1982), atlete, sprintster
- Jackie Edwards (Falmouth, 1971), Bahamaans atlete
- Lorenzo Ingram (1983), cricketer
- Ben Johnson (Falmouth, 1961), Canadees sprinter
- Ky-Mani Marley (Falmouth, 1976), reggae-artiest
- Warren Weir (1989), atleet, sprinter

Clarendon · Hanover · Kingston · Manchester · Portland · Saint Andrew · Saint Ann · Saint Catherine · Saint Elizabeth · Saint James · Saint Mary · Saint Thomas · Trelawny · Westmoreland